# Eerste nationale herenhandbal 2003/04
De eerste nationale 2003/04 is de hoogste divisie in het Belgische handbal.

## Teams
| Ploeg                 | Plaats        | Provincie  |
| --------------------- | ------------- | ---------- |
| CSV Charleroi         | Charleroi     | Henegouwen |
| HC Eynatten           | Eynatten      | Luik       |
| Initia HC Hasselt     | Hasselt       | Limburg    |
| HC Herstal/Ans        | Herstal - Ans | Luik       |
| KV Sasja HC           | Hoboken       | Antwerpen  |
| HC Maasmechelen '65   | Maasmechelen  | Limburg    |
| Sporting Neerpelt     | Neerpelt      | Limburg    |
| HC Elckerlyc Tongeren | Tongeren      | Limburg    |
| Union Beynoise        | Beyne-Heusay  | Luik       |
| HC Visé BM            | Wezet         | Luik       |

## Reguliere competitie
| Pos | Club                  | Wed | W  | G | V  | Ptn | DT  | DV  | +/− | Opmerking                                        |
| --- | --------------------- | --- | -- | - | -- | --- | --- | --- | --- | ------------------------------------------------ |
| 1   | Sporting Neerpelt     | 18  | 14 | 0 | 4  | 28  | 505 | 408 | 97  | Geplaatst voor play-offs                         |
| 2   | Union Beynoise        | 18  | 12 | 2 | 4  | 26  | 516 | 484 | 32  | Geplaatst voor play-offs                         |
| 3   | HC Elckerlyc Tongeren | 18  | 12 | 1 | 5  | 25  | 435 | 398 | 37  | Geplaatst voor play-offs                         |
| 4   | Initia HC Hasselt     | 18  | 11 | 5 | 2  | 22  | 531 | 470 | 61  | Geplaatst voor play-offs                         |
| 5   | KV Sasja HC           | 18  | 11 | 0 | 7  | 19  | 504 | 491 | 13  | Geplaatst voor play-offs                         |
| 6   | HC Visé BM            | 18  | 8  | 3 | 7  | 17  | 453 | 488 | -35 | Geplaatst voor play-offs                         |
| 7   | HC Eynatten           | 18  | 7  | 3 | 8  | 17  | 476 | 468 | 8   | Geplaatst voor play-down                         |
| 8   | CSV Charleroi         | 18  | 5  | 1 | 12 | 11  | 444 | 497 | -53 | Geplaatst voor play-down                         |
| 9   | HC Maasmechelen '65   | 18  | 5  | 4 | 12 | 8   | 442 | 526 | -84 | Geplaatst voor play-down                         |
| 10  | HC Herstal/Ans        | 18  | 3  | 1 | 14 | 7   | 449 | 525 | -76 | Rechtstreeks degradatie naar de tweede nationale |

## Nacompetitie

### Play-down
- HC AtomiX als runner-up van de tweede nationale.

| Pos | Club                | Wed | W | G | V | Ptn | DT  | DV  | +/− | Opmerking                     |
| --- | ------------------- | --- | - | - | - | --- | --- | --- | --- | ----------------------------- |
| 1   | HC Eynatten         | 6   | 4 | 0 | 2 | 9   | 179 | 150 | 29  |                               |
| 2   | CSV Charleroi       | 6   | 3 | 0 | 3 | 7   | 163 | 156 | 7   |                               |
| 3   | HC Maasmechelen '65 | 6   | 2 | 2 | 2 | 6   | 169 | 177 | -8  |                               |
| 4   | HC AtomiX           | 6   | 1 | 2 | 3 | 4   | 155 | 183 | -28 | Blijft in de tweede nationale |

### Play-offs

#### Groep A
| Pos | Club              | Wed | W | G | V | Ptn | DV  | DT  | +/− | BP | Opmerking                       |
| --- | ----------------- | --- | - | - | - | --- | --- | --- | --- | -- | ------------------------------- |
| 1   | Initia HC Hasselt | 4   | 3 | 0 | 1 | 9   | 121 | 88  | 33  | +3 | Geplaatst voor de Best of Three |
| 2   | Union Beynoise    | 4   | 2 | 1 | 1 | 8   | 108 | 97  | 11  | +2 |                                 |
| 3   | HC Visé BM        | 4   | 0 | 0 | 4 | 1   | 83  | 127 | -44 | +1 |                                 |

#### Groep B
| Pos | Club                  | Wed | W | G | V | Ptn | DV  | DT  | +/− | BP | Opmerking                       |
| --- | --------------------- | --- | - | - | - | --- | --- | --- | --- | -- | ------------------------------- |
| 1   | Sporting Neerpelt     | 4   | 3 | 0 | 1 | 9   | 93  | 90  | 3   | +3 | Geplaatst voor de Best of Three |
| 2   | HC Elckerlyc Tongeren | 4   | 3 | 0 | 1 | 8   | 105 | 94  | 11  | +2 |                                 |
| 3   | KV Sasja HC           | 4   | 0 | 0 | 4 | 1   | 92  | 106 | -14 | +1 |                                 |

### Rangschikking wedstrijden

##### 6e en 5e plaats
| KV Sasja HC | 33 - 24 | HC Visé BM |

##### 3e en 4e plaats
| Union Beynoise | 27 - 19 | HC Elckerlyc Tongeren |

### Best of Three
|  | Initia HC Hasselt | 30 - 33 | Sporting Neerpelt | Alverberg, Hasselt |
|  |                   |         |                   | Alverberg, Hasselt |
|  |                   |         |                   | Alverberg, Hasselt |

|  | Sporting Neerpelt | 30 - 24 | Initia HC Hasselt | Dommelhof, Neerpelt |
|  |                   |         |                   | Dommelhof, Neerpelt |
|  |                   |         |                   | Dommelhof, Neerpelt |

|                   |
| SPORTING NEERPELT |
| 10de titel        |